# Mooskirchen
Mooskirchen är en ort och kommun i  distriktet Voitsberg i förbundslandet Steiermark i Österrike.
Kommunen består av nio orter (Ortschaften) (inom parentes invånarantal 1 januari 2024):

- Bubendorf (53)
- Fluttendorf (325)
- Gießenberg (239)
- Kniezenberg (199)
- Mooskirchen (656)
- Neudorf bei Mooskirchen (95)
- Rauchegg (150)
- Rubmannsberg (120)
- Stögersdorf (354)